# Камет-Сталь
КАМЕ́Т-СТА́ЛЬ (офіційна назва — ПрАТ «КАМЕ́Т-СТА́ЛЬ», до 2016 — ВАТ «Дніпро́вський металургі́йний комбіна́т імені Ф. Е. Дзержинського», з 2016 по 2022 — ПАТ «Дніпро́вський металургі́йний комбіна́т») — найбільше підприємство України повного металургійного циклу. Виробляє щорічно 5600 тис. тонн агломерату, 4350 тис. тонн чавуну, 3850 тис. тонн сталі, 3829 тис. тонн готового прокату. З 1925 року до часів декомунізації в Україні називався ім'ям більшовицького діяча Фелікса Дзержинського.
Станом на серпень 2021 року на заводі працювало 8865 осіб.
Середня заробітна плата (до стягнення податків на рівні працівника) — 139 тис. грн на рік.
Продуктивність праці — 264 т сталі на рік.
КАМЕТ-СТАЛЬ — це єдиний в Україні виробник катаної осьової заготовки для залізничного транспорту, шпунтових паль типу Ларсен, контактних рейок для метрополітену, сталевої смуги для алюмінієвих електролізерів.

## Історія

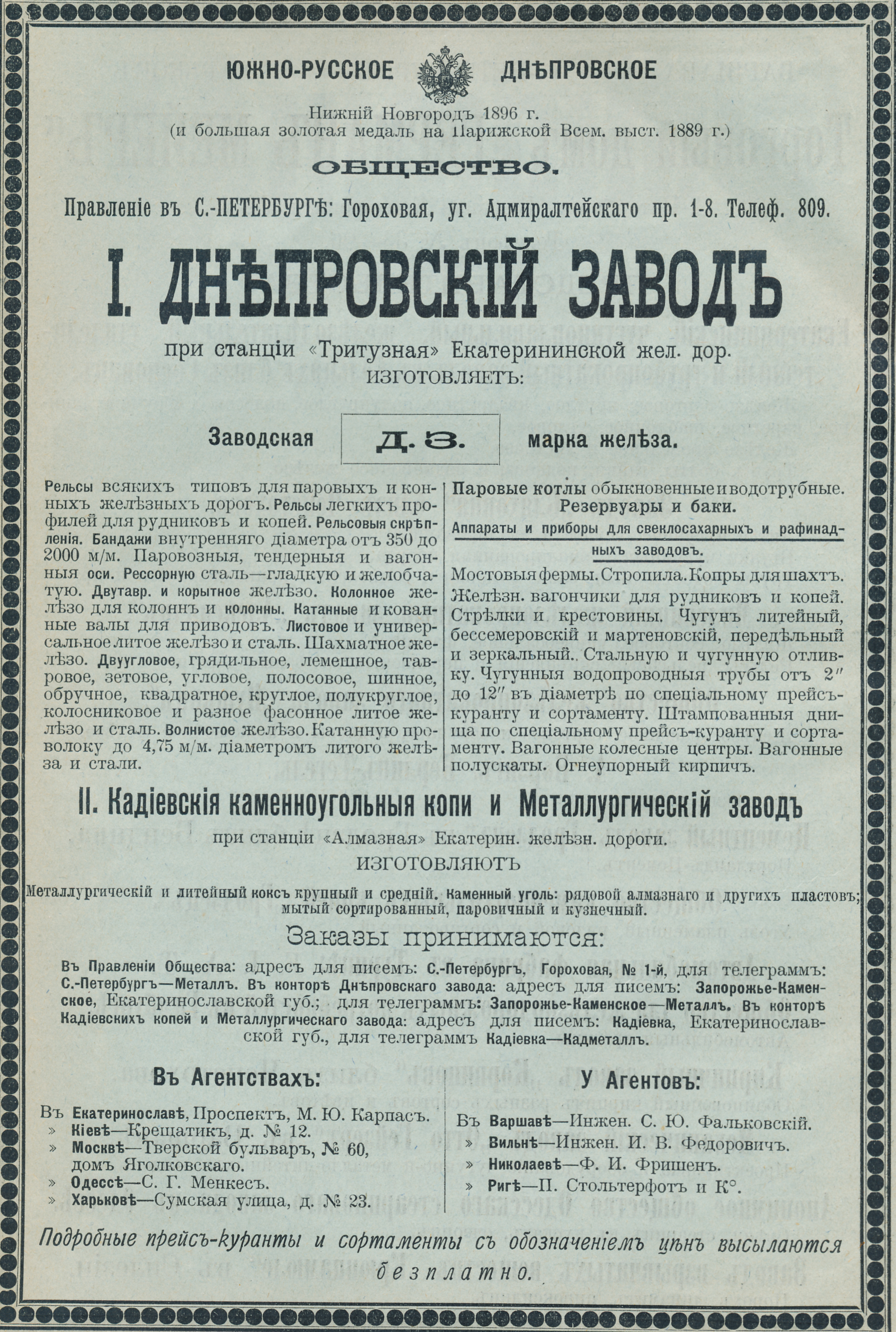
Реклама заводу в 1896 р.

У 1888 році Польсько-бельгійське акціонерне товариство «Південноруське Дніпровське металургійне товариство» заснувало Дніпровський металургійний завод на правому березі Дніпра в Кам'янському, на якому 2 березня 1889 року введено першу доменну піч. На початку XX ст. Дніпровський завод став найбільшим в Україні, завдяки керівництву директора-розпорядника Ясюковича Ігнатія Ігнатовича.
У 1913 році тут діяло 5 доменних печей, 10 мартенівських, 9 прокатних станів.
Під час Першої світової війни завод занепав. З 1918 року майже не працював. Робота заводу відновилася лише у квітні 1925 року, з запуском першої доменної печі. Розпочалась реконструкція під керівництвом технічного директора (головного інженера) Бардіна Івана Павловича,1926 року працювало 4 доменних печі, 9 мартенівських печей.
1984 року завод перетворено на металургійний комбінат. 1997 року завод став акціонерним товариством, що був проданий державою 2003 року Індустріальній спілці Донбасу.

## Сьогодення
На початку XXI ст. Дніпровський металургійний комбінат спеціалізується на виробництві чавуну, прокату і займає монопольне становище на ринку широкосмугової універсальної сталі і на ринку профілів. Комбінат є єдиним у світі постачальником катаної осьової профільної заготовки для залізничного транспорту, що реалізовується в основному на американському ринку і сертифікованої Американською асоціацією залізниць. Свою продукцію комбінат поставляє до Німеччини, Італії, Бельгії, країн СНД, Близького Сходу, Китаю і на внутрішній ринок.
Комбінат входив до складу корпорації ІСД. Контрольний пакет акції належав структурам, афілійованим із російським ВЕБ. Міноритарні власники — Сергій Тарута й Олег Мкртчан. З 2017 року входить до сфери інтересів компанії Метінвест Ріната Ахметова і Вадима Новинського. З цього часу постачання сировини та збуту готової продукції комбінату здійснювалося через структури Метінвесту.
10 травня 2019 року Сергій Тарута анонсував банкрутство Дніпровського меткомбінату через агресивні дії кредиторів. Кредитори заявили вимоги до ДМК на суму близько 130 млрд грн. У жовтні 2019 року Дніпровський металургійний комбінат оголосив про зупинення основних виробничих потужностей. Комбінат виставили на продаж у рамках судової справи про банкрутство. 20 травня 2021 року Антимонопольний комітет дозволив купити активи ДМК компанії Metinvest BV Ріната Ахметова. 26 липня 2021 року активи комбінату викупив Дніпровський коксохімічний завод із групи Метінвест за 9,1 млрд грн.
ДМК планує інвестувати $ 10 млн у проєкт капітального ремонту доменної печі № 9. Піч мала бути зупинена на 55 днів з середини липня 2019 року.
У 2019 році ДМК планувало збільшити виробництво сталі до 3 млн т за рахунок завершення модернізації 3-х МНЛЗ, згідно із заявою менеджменту компанії.
11 лютого 2022 року було оголошено про перейменування підприємства в ПрАТ «КАМЕТ-СТАЛЬ».
У листопаді 2024 року завод відновив виробництво товарного чавуну для закордонних замовників після понад піврічної перерви. Водночас виробництво товарного чавуну за період січень-вересень 2024 року становило 2 тис. т порівняно з 19 тис. т у січні-вересні 2023-го.
У травні 2025 року в рамках планових капітальних ремонтів оновлено установку піч-ківш №1 (УПК-1). Центральним елементом ремонту стала заміна водоохолоджуваного склепіння, яке запобігає вторинному окисненню металу та викидам шлаку чи сталі з ковша.

## Фінансові показники
2009 рік:
- Чистий збиток — 1 млрд 64,066 млн гривень

2010 рік:
- Чистий збиток — 1 млрд 223,325 млн гривень
- Усього активів — 6 млрд 860,038 млн гривень.[12]

## Екологія
Станом на 22 лютого 2011 року Дніпровський металургійний комбінат входив до десяти об'єктів, які є найбільшими забруднювачами навколишнього природного середовища в Україні.
У 2019 році виділено кошти на розробку проєктно-кошторисної документації для екологічного проєкту «Реконструкція систем очищення газів, що відходять, зон спікання агломашин агломераційного цеху». Реалізація проєкту була запланована на 2019—2021 роки.

## Обсяги виробництва
- агломерат — 3894 т (2018 рік)[3]
- чавун — 2456 т (2018 рік)[3]
- сталь — 2409 т (2018 рік)[3]

### Директори, голови правління
- 1888–1889 — Бассон Вільгельм (керував будівництвом, зміщений через страйк робітників)
- 1889–1903 — Ясюкович Ігнатій Ігнатович
- 1903–1904 — Гужевський Людвіг-Шимон Сигизмундович
- 1904–1915 — Сундгрен Ернест Олександрович
- 1915–1919 — Макомаський Адольф Станіславович
- 1921–1921 — Бесєдов Ісак Малахійович (перший «червоний директор» заводу)
- 1925–1927 — Бардін Іван Павлович (технічний директор, провів реконструкцію)
- 1927–1931 — Манаєнков Йосип Петрович
- 1932–1933 — Голубенко Микола Васильович
- 1933–1933 — Завенягін Авраамій Павлович
- 1933–1937 — Манаєнков Йосип Петрович
- 1938–1939 — Рєзников С.
- 1939–1941 — Крамер Михайло Пилипович (парторг ЦК ВКП(б) на заводі і 1-й секретар Заводського райкому КП(б)У Петруша Федір Андрійович)
- 1941–1943 —  Шмандт Герман (німецький шеф-комісар заводу)
- 1941–1943 — Неклеса Порфирій Петрович (український директор часів німецької окупації)
- 1943–1954 — Фоменко Микола Михайлович
- 1954–1962 — Орєшкін Георгій Григорович
- 1962–1967 — Філонов Іван Георгійович
- 1967–1975 — Волобуєв Микола Андрійович
- 1975–1980 — Гурський Геннадій Леонідович
- 1980–1982 — Січовий Анатолій Петрович
- 1982–1986 — Носов Костянтин Григорович
- 1986–1987 — Підберезний Микола Петрович
- 1987–1990 — Лобачов Владислав Тимофійович
- 1990–1994 — Борисов Юрій Миколайович
- 1995–1997 — Підберезний Микола Петрович
- 1999–2002 — Бродський Сергій Сергійович
- 2002–2005 — Пихтін Володимир Володимирович
- 2005–2007 — Дубина Олег Вікторович
- 2007–2011 — Буга Ілля Дмитрович
- 2011–2015 — Завгородній Максим Сергійович
- 2015–2017 — Мосьпан В'ячеслав Вікторович
- 2017– на сьогодні — Подкоритов Олександр Леонідович

## Галерея

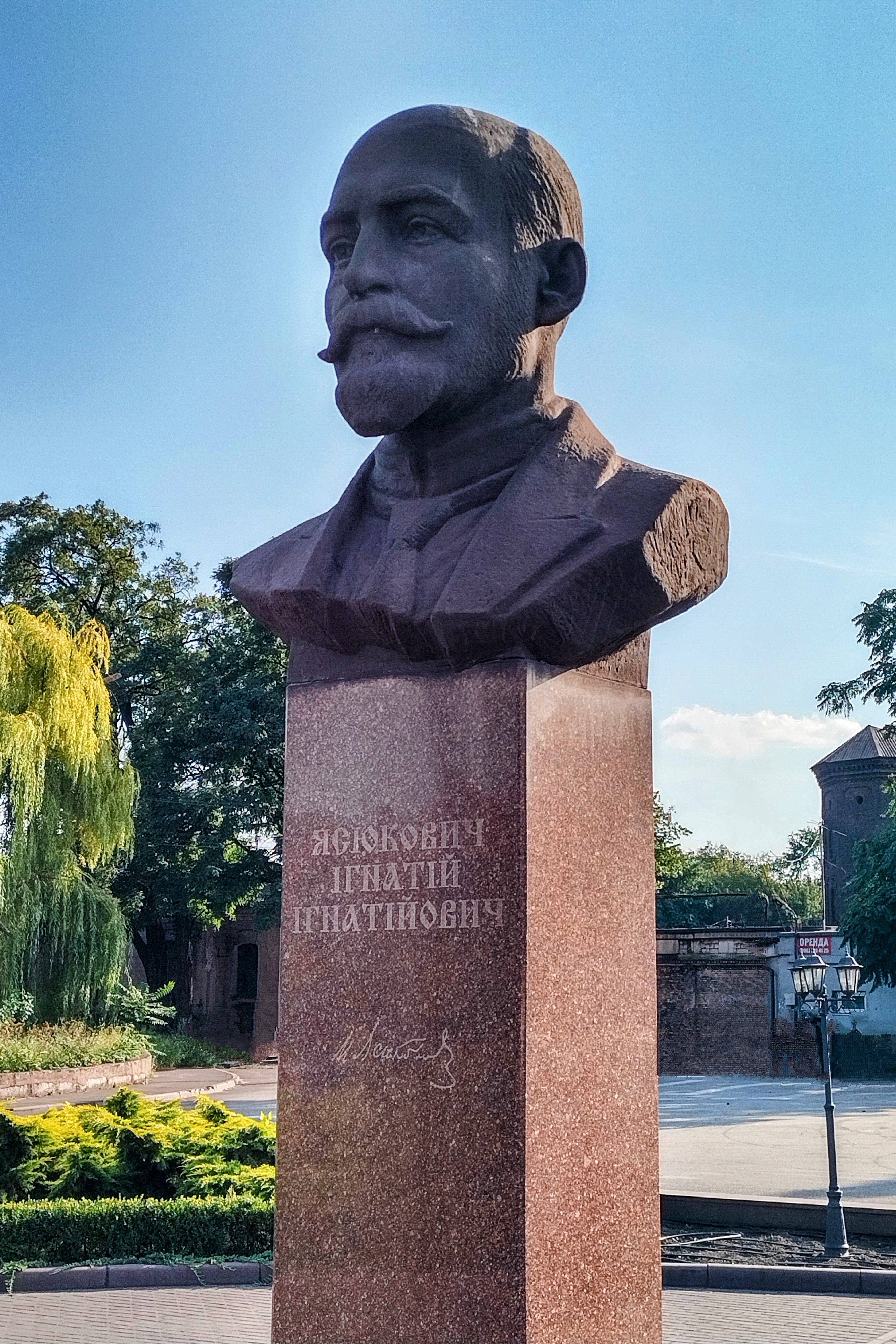
Погруддя Ігнатію Ясюковичу
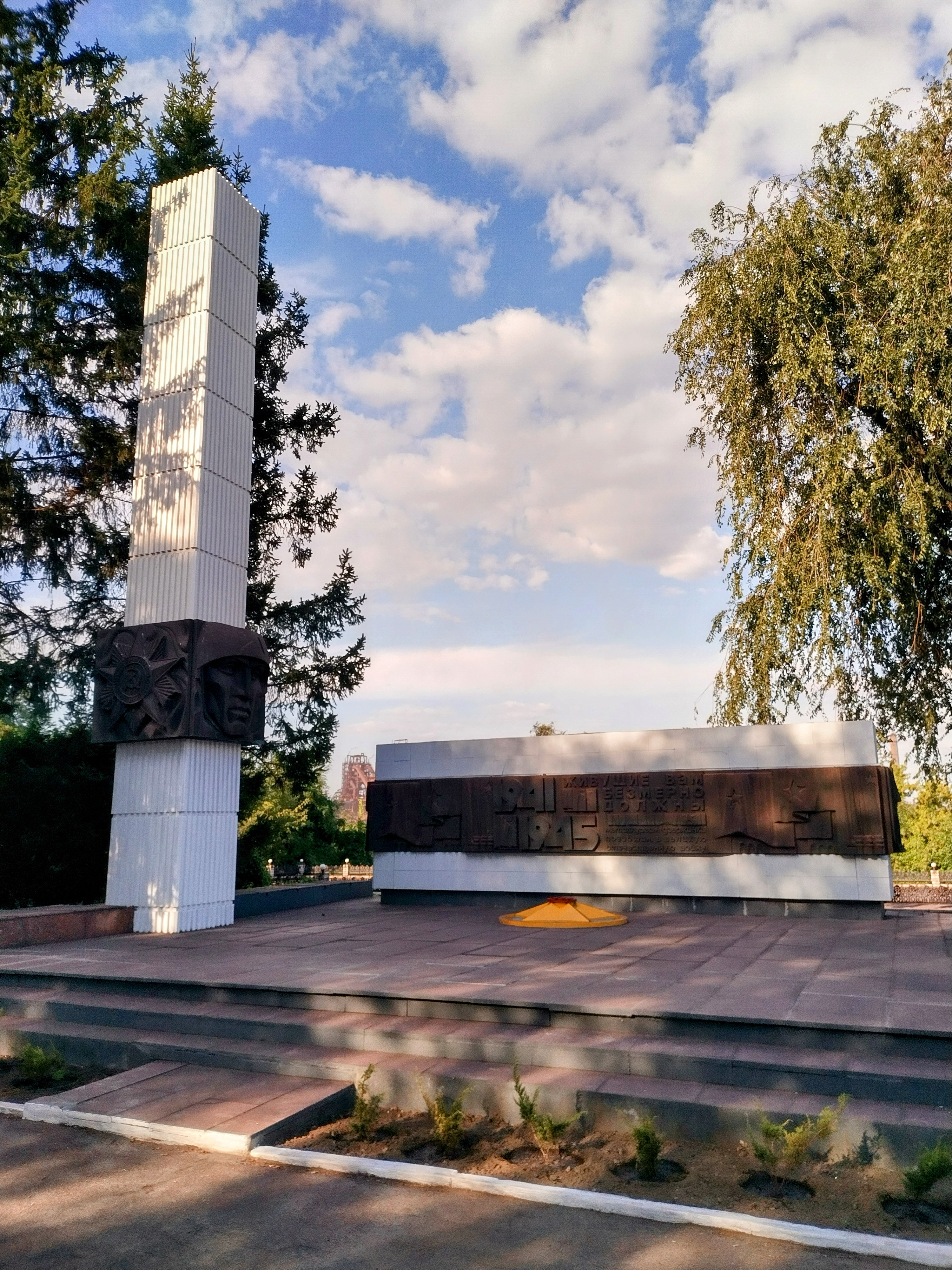
Військовий меморіал
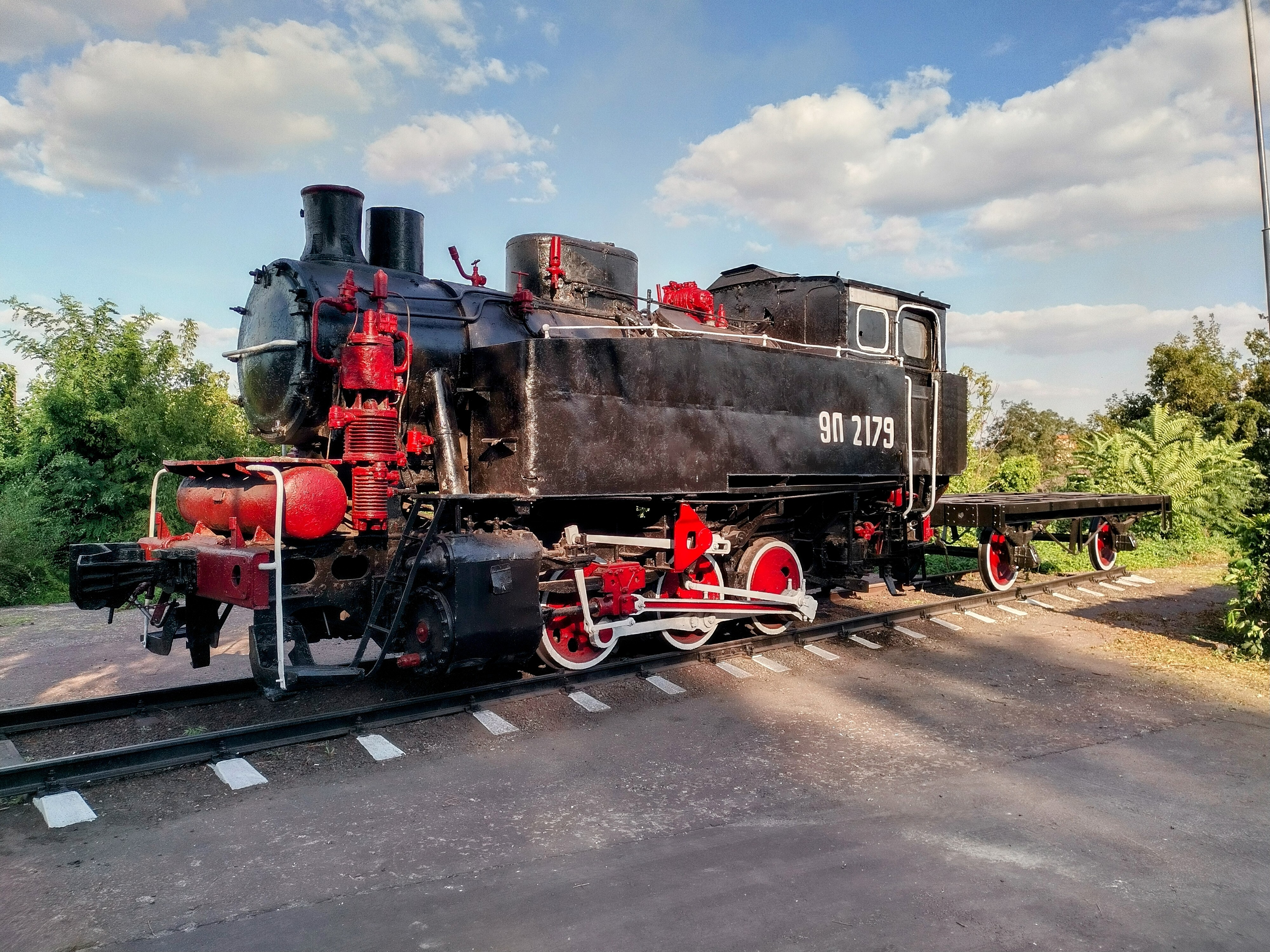
Меморіал "Паротяг 9П-2179"